# 마크 멀더
마크 앨런 멀더(Mark Alan Mulder, 1977년 8월 5일 ~ )는 전 메이저 리그 야구 왼손잡이 선발 투수이다. 미시간 주립 대학교에서 경기를 한 뒤 멀더는 1998년 메이저 리그 야구 드래프트에서 오클랜드 애슬레틱스에 발탁되어 입단하였다.